# Kamaliya

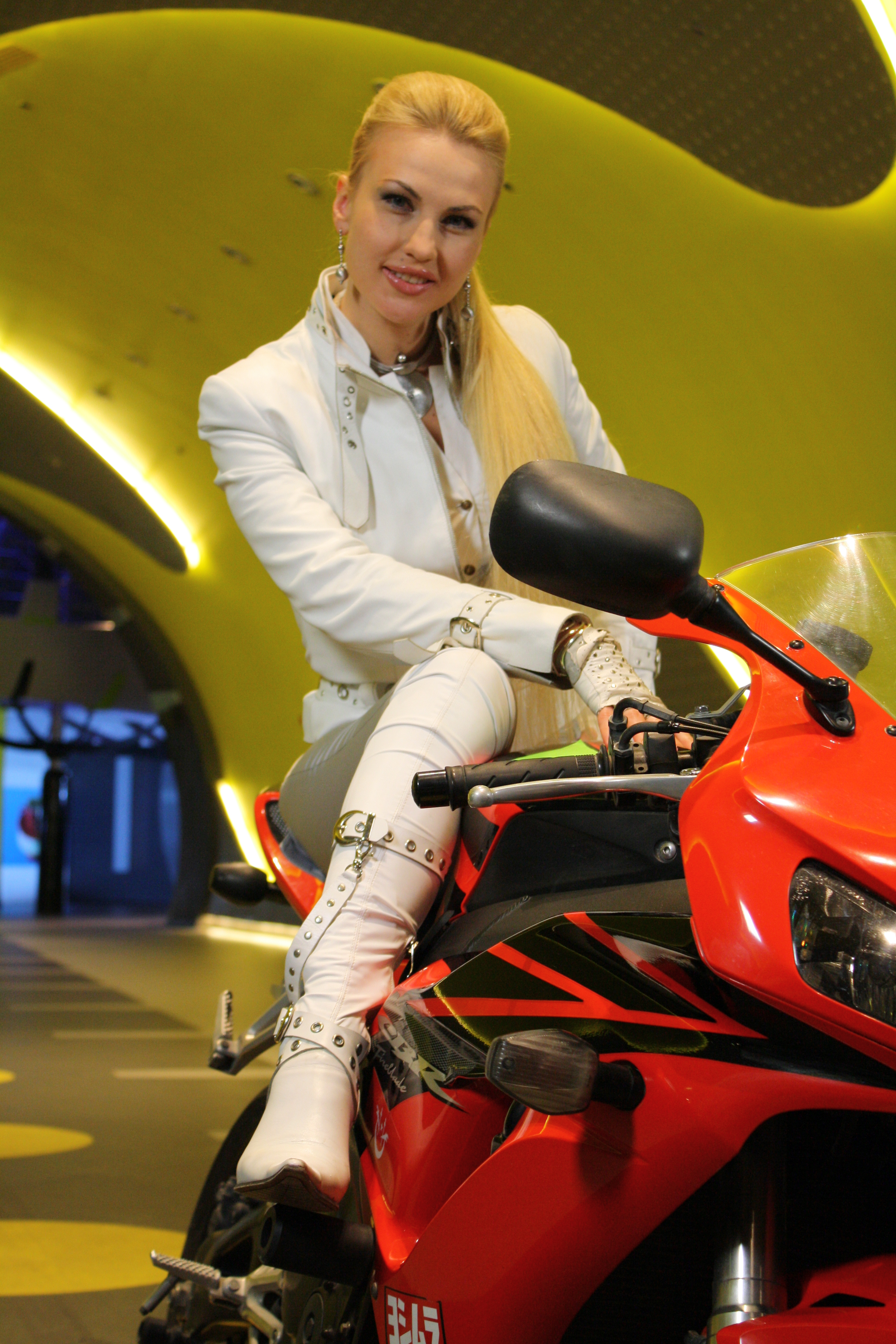
Kamaliya, 2010

Kamaliya (bürgerlich Kamaliya Zahoor; * 18. Mai 1977 in der Oblast Tschita, Sowjetunion, als Natalya Shmarenkova) ist eine ukrainische Sängerin, Schauspielerin und Model.

## Leben und Karriere
Kamaliya, die ihren ersten Gesangswettbewerb im Alter von 11 Jahren gewann, erhielt eine klassische Ausbildung in Gesang und Geigenunterricht und kann über drei Oktaven singen. 1997 veröffentlichte sie ihr erstes Album Techno-Art.
Im Jahr 2003 heiratete sie Mohammad Zahoor, einen in Pakistan geborenen britisch-pakistanischen Geschäftsmann, der sein Vermögen durch den Aufbau und Verkauf eines ukrainischen Stahlimperiums erlangte.
Ebenfalls 2003 wurde Kamaliya Miss South Ukraine and Miss Open – Odessa. 2008 wurde sie zur Mrs. World gewählt.
Am 6. September 2013 brachte Kamaliya Zwillinge zur Welt.

## Diskografie

### Alben
- 1997: Techno Style
- 2001: Kamaliya, with Love
- 2007: Year of the Queen
- 2010: From Dusk Till Dawn
- 2010: From Dusk Till Dawn – Part 2
- 2012: Kamaliya
- 2013: Club Opera

### Singles
- 2012: Crazy in My Heart
- 2012: No Ordinary Love (mit Thomas Anders)
- 2012: Rising Up
- 2012: Arrhythmia
- 2012: Butterflies
- 2013: I’m Alive
- 2013: Love Me Like
- 2014: Never Wanna Hurt You (Bad Love, Baby)
- 2016: Timeless
- 2017: Aphrodite
- 2017: Sign Your Name
- 2017: Who’s Gonna Love You Tonight